# علي أحمد بوسنينه
علي أحمد بوسنينة (1929 - 2008) أكاديمي ليبي

## حياته
ولد في بنغازي – ليبيا عام 1929 ، ثم تحصل على الثانوية الإيطالية، وثانوية جمعية عمر المختار عام 1943 وإجازة الثقافة في اللغة العربية عام 1946، كما تلقى علوم اللغة العربية (ألفية ابن مالك) على يد فضيلة الشيخ محمد الصفراني.
حضر العديد من الدوارات في علوم التربية ما بين سنة 1946 و 1949، ودورة مديري المدارس الثانوية. وكان مديراً لمدرسة الصناعة و مدرسة شهداء يناير في بنغازي في فترة الستينيات. عمل بمجال التدريس لمدة 24 عاماً، وفي مجال التوجية التربوي 22 عاماً، وعمل كمحرر بالمجال الصحفي وكان عضواً بالنقابة العامة للصحفيين.
شارك في تأسيس الحركة العامة للكشافة عام 1949 وشارك في العديد من الأعمال التطوعية ؛ كتعليم الكبار في محو الأمية، وتدريس كشاف جمعية عمر المختار، وتعليم الراهبات اللغة العربية بمستشفى المرج.
أعدَّ وأشرف على برنامج الحفل الأول لجمعية الكفيف عام 1962، وشارك في نشاطات رابطة العمال بالخدمة الاجتماعية عام 1974. تحصل على عدد من الجوائز وشهادات التقدير كوسام حركة الكشاف عام 1941، ووسام المكتب الثقافي البريطاني بوابة برقة عام 1947.
بعد تقاعدهِ في بداية التسعينيات في القرن الماضي، عمل ككاتب متعاون في الشؤون الاجتماعية والدينية في العديد من الصحف والمجلات الليبية كالشمس و أخبار بنغازي ومجلة المرأة والثقافة العربية.
تم تكريمه في العديد من المحافل الليبية كرمز للرعيل الأول للتعليم في ليبيا.
آخر مقالات علي بوسنينه : لمحة عن مشوار تأسيس النادي الأهلي بنغازي، صحيفة ليبيا اليوم
توفي في 17 أبريل 2008